# Терехово (Конаковский район)
Терехово — деревня в Конаковском районе Тверской области. Входит в состав Вахонинского сельского поселения.

## География
Находится в юго-восточной части Тверской области на расстоянии приблизительно 11 км на юго-запад по прямой от районного центра города Конаково на правом берегу Волги.

## История
Известна с 1628—1629 годов. В 1859 году здесь (деревня Клинского уезда Московской губернии) было учтено 47 дворов.

## Население
Численность населения: 295 человек (1859 год), 13 (русские 100 %) в 2002 году, 9 в 2010.